# Industry Foundation Classes
Industry Foundation Classes (IFC) は、中立でオープンなCADデータモデルの仕様である。ISO 16739 建設および施設管理業界でのデータ共有のためのIndustry Foundation Classes (IFC) として国際規格になっている。
IFCは単一のベンダーやベンダーグループによって管理されていない。IFCモデル仕様は自由に入手可能である。
拡張子.ifcのファイルはISO 10303-23に基づくSTEP Physical File (SPF)で記述される。XMLで記述する.ifcXML、RDF/OWLで記述するifcOWL (拡張子は、Terse RDF Triple Language形式の.ttl (Turtle) と、RDF/XML形式の.rdfがある) のファイル形式とすることも可能であるが、.ifcと比べるとファイルサイズが大きくなる。開発の候補としてはJSON、HDF、SQLiteが挙げられている。
IFCはデータモデリング言語のグラフィカル記法であるEXPRESS-Gで記述される。実体関連モデル (Entity–relationship model) であり、あるエンティティ（概念）をリレーションシップで別のエンティティへ関係させてデータモデルを構成する。例えば、「プロジェクト」を示すIfcProjectというエンティティを、IfcRelAgregatesというリレーションシップにて、「用地」を示すIfcSiteというエンティティへ関係させる。IfcSiteを、IfcRelAggregatesにて、「建屋」を示すIfcBuildingというエンティティへ関係させる。IfcBuildingを、IfcRelAggregatesにて、「階層」を示すIfcBuildingStoreyというエンティティへ関係させる。IfcBuildingStoreyを、IfcRelContainedInSpatialStructureというリレーションシップにて、「壁」を示すIfcWallというエンティティへ関係させる。このようにして、「プロジェクト」の「用地」にある「建屋」にある「階層」にある「壁」というデータモデルを記述する。（IfcSite の 図 Site composition と IfcBuildingStorey の図 Building storey composition を参照。）
ライセンスはCC BY-ND 4.0であり商用利用を許可している。

## 歴史
IFCフォーマットは、アメリカとヨーロッパのAEC (architecture engineering and construction) 会社とソフトウェア会社の協力により、業界のソフトウェア間の相互運用を支援するために1995年に設立された International Alliance for Interoperability により最初に開発された。

## 導入
2005年以降、IFC仕様はbuildingSMART Internationalにより開発および維持されている。buildingSMART Internationalは、世界各国の支部を通してIFCの導入および対応を活発に促進している。
ソフトウェアプラットフォーム間の相互運用を簡単にすることが焦点であるため、デンマーク政府は公共支援建設事業におけるIFCフォーマットの使用を義務付けた。

## IFC/ifcXML仕様
https://technical.buildingsmart.org/standards/ifc/ifc-schema-specifications/ を参照。
- IFC 5 (タスクフォースにてモジュール化、言語非依存化等が検討中)
- IFC 4.4 (編集時development, トンネルの追加)
- IFC 4.3.2がISO 16739:2024を準拠 (2024年4月)
- IFC 4.3.2 (IFC 4.3 ADD2) (2023年9月)
- IFC 4.2 (2019年4月) Withdrawn (撤退)
- IFC 4.1 (2018年6月) Withdrawn (撤退)
- IFC4 ADD2 TC1がISO 16739-1:2018を準拠（2018年）
- IFC 4.0.2.1 (IFC4 ADD2 TC1)  (2017年10月)
- IFC 4.0.2 (IFC4 Addendum 2)（2016年7月15日）[6]
- IFC 4.0.1 (IFC 4 Addendum 1) (2015年7月)
- IFC 4がISO 16739:2013を準拠（2013年3月21日）
- IFC 4 (2013年3月12日)[7]
- IFC 2.3.0.1 (IFC2x3 TC1) (2007年7月)
- IFC 2.3 (IFC2x3) (2005年12月)
- IFC 2xがISO/PAS 16739:2005を準拠（取得）（2005年10月）
- IFC 2.2.1 (IFC2x2 Addendum 1) (2004年7月)
- IFC 2.2 (IFC 2x2)  (2003年5月)
- IFC 2.1.1 (IFC 2x Addendum 1)  (2001年10月)
- IFC 2.1 (IFC2x) (2000年10月)
- IFC 2.0 (1999年10月)
- IFC 1.5.1 (1997年11月)
- IFC 1.5 (1996年6月)[8]

2016年9月のbuildingSMART国際会議では以下の今後の計画が示されていたが、IfcBridge (IfcProductExtension), IfcRoadDomain, IfcRailDomainは、4.1, 4.2を経て4.3で実装された。
- 2018年 IFC 4 Add 3 - 橋（IFC Bridge）の基準を統合
- 未定[10] IFC 5 - 道路（IFC Road）、線路（IFC Railway）の基準を統合

## IFCを支援する組織
builfding SMART Japanの支援 (https://www.building-smart.or.jp/ の記載)。
- 国内

  - NYKシステムズ: BIMソフト Rebro
  - ONESTRUCTION: BIMソフト OpenAEC
  - コアコンセプト・テクノロジー: BIMソフト Orizuru 3D IFC Viewer
  - 福井コンピュータ: BIMソフト GLOOBE, TREND-CORE
  - 建設システム (KENTEM) : BIMソフト SiTE-NEXUS
  - 新菱冷熱工業
  - グローバルBIM : BIMソフト Cantenda Hub
  - 応用地質
- 海外
  - Autodesk: BIMソフト Revit、Civil 3D等。
  - Graphisoft: BIMソフト ArchiCAD

builfding SMART Internationalの支援 (https://www.buildingsmart.org/ の記載。)。
- ARUP (アラップ)
- Autodesk: BIMソフト Revit、Civil 3D等。
- China Communications construction company  (中国交通建設)
- China Railway BIM Alliance (中国鉄建)
- Nemetschek（英語版） Group: BIMソフト BricsCAD BIM、Vectorworks等。
- オラクル
- シュナイダーエレクトリック
- シーメンス
- トリンブル (企業)（英語版）: BIMソフト Tekla Structures等。